# Johanneskapelle (Hohenberg)

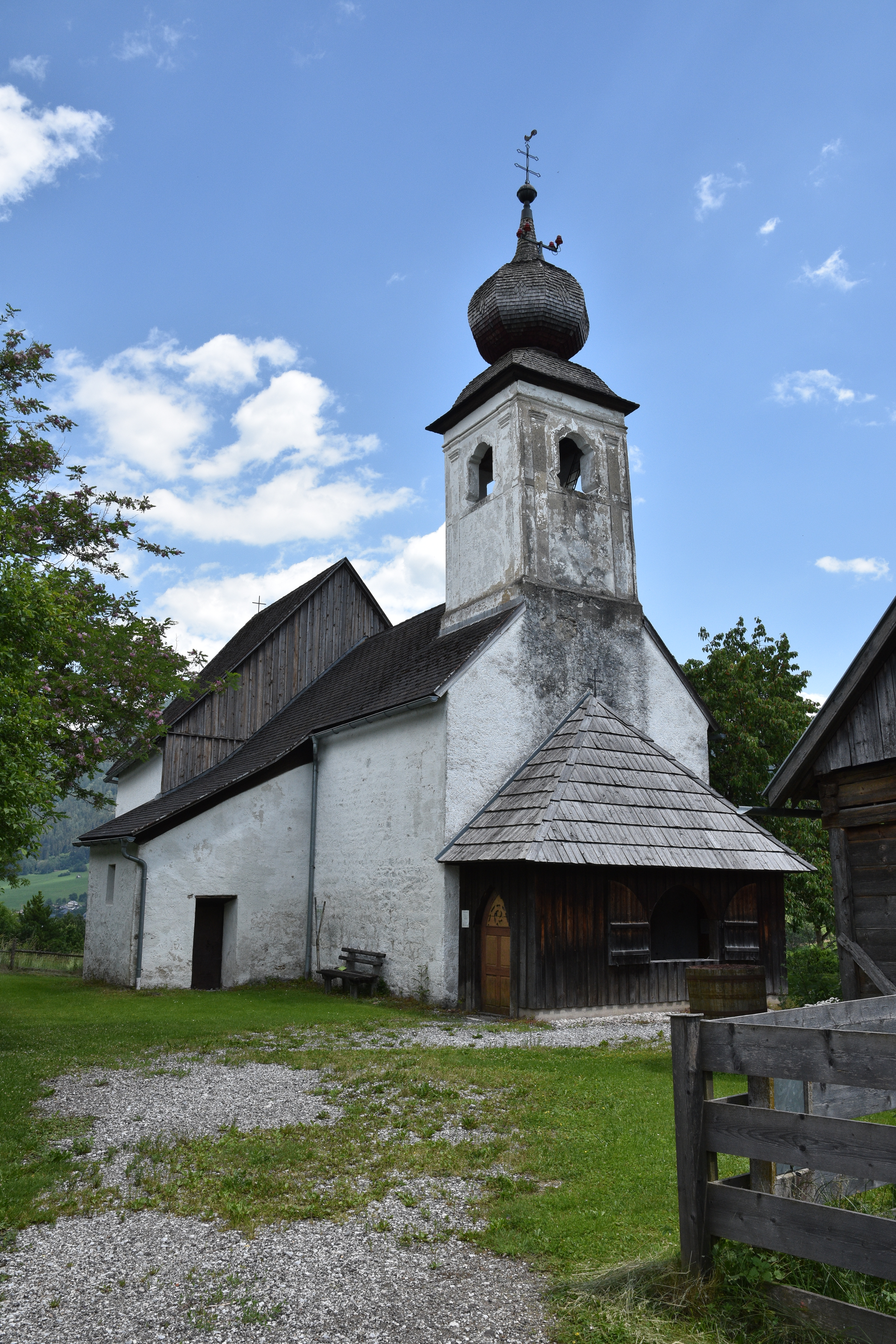
Johanneskapelle Hohenberg

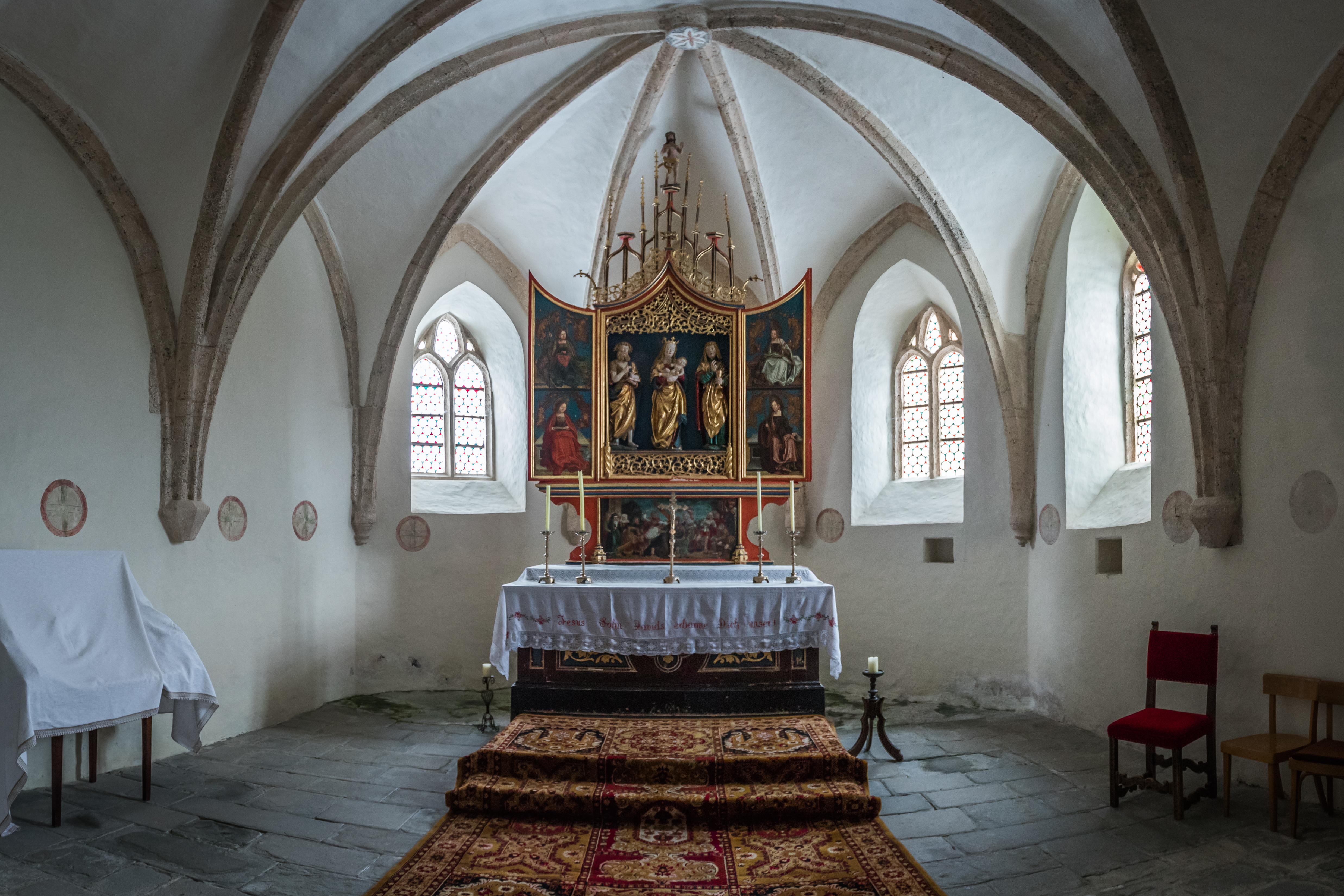
Chor

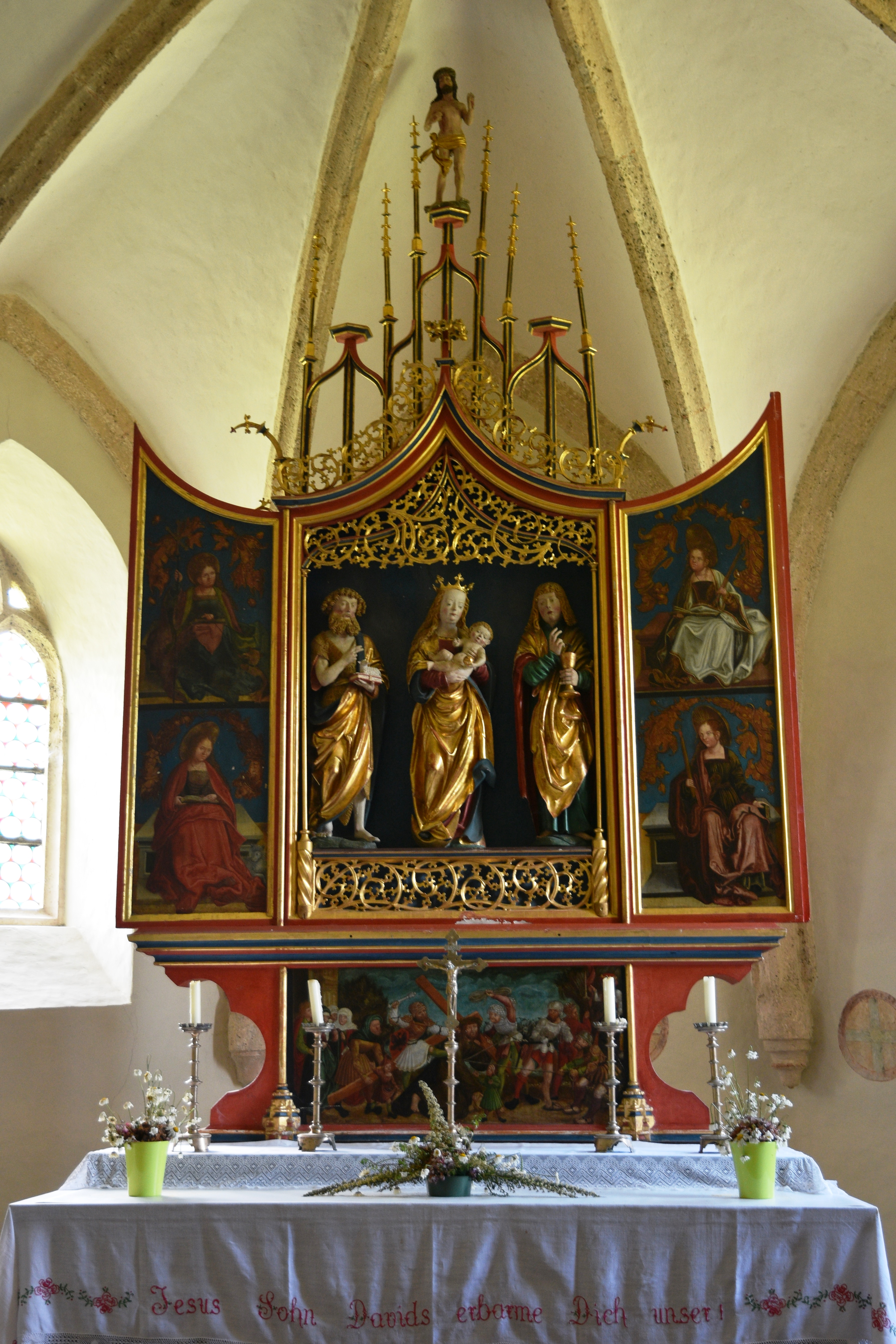
Altar

Die römisch-katholische Johanneskapelle ist ein kleiner Kirchenbau in Hohenberg, einem Ortsteil der Gemeinde Aigen im Ennstal in der Steiermark. Sie ist eine Filialkirche der Pfarrkirche Irdning. Die Johanneskapelle steht unter Denkmalschutz (Listeneintrag).

## Geschichte
Die exponiert auf einem Ausläufer des Kulmbergs gelegene Kirche ist erstmals für das Jahr 1171 belegt. Anstelle einer vorgeschichtlichen Höhensiedlung der Hallstattzeit war im frühen Mittelalter eine Burganlage der Herren von Haginberge entstanden, dessen letzter Vertreter, Herrand von Hagenberg, 1184 seinen Besitz dem Stift Admont übertrug.

## Architektur
Die Hohenberger Johanneskapelle stellt eine romanische Saalkirche des mittleren 12. Jahrhunderts dar, die im späten 13. Jahrhundert eine erste gotische Überformung erfuhr. Um 1500 wurden ihr asymmetrisch ein polygonal geschlossener Chorbau und eine Sakristei angefügt, im frühen 18. Jahrhundert erhielt die Kirche einen barocken Giebeldachreiter.
Das im Innern flachgedeckte romanische Schiff besaß ursprünglich hochsitzende Rundbogenfenster, von denen südseitig zwei in ihrer ursprünglichen Form erhalten sind, das dritte, östliche, wurde durch ein gotisches Maßwerkfenster ersetzt. Gleichzeitig trat anstelle des im Mauerverband noch erkennbaren schmalen Portals an der Südwestecke des Gebäudes ein gotisches Westportal. Im Innern leitete ein in sauberem Quaderwerk errichteter Chorbogen zum anschließenden Altarraum über, dessen ursprüngliche Wölbung noch ostseitig erkennbar ist.
Um 1500 trat anstelle des romanischen Chores ein spätgotischer Chorbau, der zusammen mit dem nördlich dem Schiff angefügten Sakristeianbau aus der Kirchenachse gerückt ist. Um den Altar jedoch in der Sichtachse des Schiffs positionieren zu können, wurde daher die Chorachse südlich verschoben. Im Innern über Konsolsteine kreuzrippengewölbt, zeigt der Chor spätestgotische Maßwerkfenster.
Der von einem Zwiebelhelm abgeschlossene und von Lisenen gegliedert barocke Dachreiter wird statisch von einem Schwibbogen oberhalb der Balkendecke getragen.

## Ausstattung
Hauptstück der liturgischen Ausstattung ist der um 1520 in der Werkstatt des Lienhart Astl in Gmunden geschaffene spätgotische Flügelaltar. Der Schrein enthält eine geschnitzte Madonna mit Kind, begleitet von Johannes dem Täufer und dem Evangelisten Johannes. Das Gesprenge wird von Christus als Schmerzensmann bekrönt, ursprünglich begleitet von Maria und Johannes (1971 gestohlen). Die beiden Flügel zeigen im geöffneten Zustand vier sitzende weibliche Heilige, rückseitig die Enthauptung Johannes des Täufers und das Gastmahl des Herodes, die Predella enthält eine Kreuztragung Christi. Die beiden Standflügel zeigen die Heiligen Stephanus und Laurentius, rückseitig Leonhard von Limoges und Benedikt von Nursia. Auf der Rückseite des Altars befindet sich die Darstellung der Schutzmantelmadonna sowie das Schweißtuch der Veronika, gehalten von zwei Engeln.